# Софиевка (парк, Всеволожск)
Софи́евка — в XIX веке дворянская усадьба в Шлиссельбургском уезде Санкт-Петербургской губернии Российской империи, а в настоящее время — парк в городе Всеволожске Ленинградской области. Парк усадьбы Софиевка включён приказом комитета по культуре Ленинградской области от 23 июля 2015 года № 01-03/15-37 в Единый государственный реестр объектов культурного наследия регионального значения под названием «Усадьба „Софиевка“ Г. Ф. Эбергардта — парк, XIX в.» . Является объектом культурного наследия народов Российской Федерации.

## История
Генеральное межевание земель, на которых позднее возникла мыза Софиевка, было «учинено в 1795 году землемером Дмитриевым».
В начале XIX века территория будущей Софиевки входила в состав мызы Приютино Елизаветы Марковны Олениной (урожд. Полторацкой) (1768—1838), жены первого директора Публичной библиотеки, президента Академии художеств Алексея Николаевича Оленина. Перед смертью она повелела продать Приютино, но продано имение было А. Н. Олениным лишь в марте 1841 года известному гомеопату, штаб-лекарю департамента хозяйственных и счётных дел Министерства иностранных дел, Фердинанду Матвеевичу Адамсу. Адамс начал продавать земли в долине реки Лубья под небольшие мызы частным лицам. Земельный участок площадью 97 десятин, на котором впоследствии появилась Софиевка, приобрела у Адамса в 1847 году Наталья Христиановна Очкина. Её мужем был писатель, цензор, переводчик и журналист Амплий Николаевич Очкин, который с 1837 по 1862 год редактировал «Санкт-Петербургские Академические Известия». С 1848 года по контракту, заключенному с Академией Наук, «Ведомости» были переданы ему на правах аренды и выходили под названием «Санкт-Петербургские Ведомости». В 1850-х годах реальное руководство изданием осуществлял А. А. Краевский. В 1841—1848 годах Амплий Очкин работал цензором Санкт-Петербургского цензурного комитета, причём современники отмечали, что он не отличался строгостью к авторам. С 1848 года Очкин работал чиновником для особых поручений при Министерстве народного просвещения.
Взятая Очкиным в 1848 году в аренду газета «Санкт-Петербургские ведомости» не приносила прибыли. В 1863 году Амплий Очкин начал издавать ежедневную литературную и политическую газету «Очерки», но не сумел наладить отношения со своими ближайшими сотрудниками, которые придерживались достаточно радикальных общественных взглядов. Он вынужден был прекратить издание. Очкин настолько оказался в долгах, что в 1861 году (Мурашова и Мыслина указывали другую дату — 1864 год) его супруга была вынуждена продать созданное на месте приобретённого у Адамса земельного участка имение с небольшой усадьбой. Новый владелец усадьбы, потомок древнего датского рода статский советник (впоследствии тайный советник) Эдуард Егорович фон Лоде вырос в отцовском имении Наволок в Лужском уезде. Он увеличил площадь усадебного парка до 8 десятин, построил усадебный дом, службы, насадил парк, сделал запруду на реке Лубье и назвал в честь жены усадьбу Софиевкой. Фон Лоде состоял членом Учёного комитета Министерства государственных имуществ и считался знатоком сельскою хозяйстваЛоде // Энциклопедический словарь Брокгауза и Ефрона : в 86 т. (82 т. и 4 доп.). — СПб., 1890—1907.. Изданный в 1864 году справочник называл, по состоянию на 1862 год, Софиевку дачей фон Лоде при речке Лубье и насчитывал при ней три двора, в которых проживали трое мужчин и две женщины.
В 1877 году фон Лоде продал поместье подданному короля Пруссии, впоследствии потомственному почётному гражданину и коммерции советнику, купцу первой гильдии Виктору-Георгу-Фердинанду Эбергардту (1846—1913) (согласно Материалам по статистике народного хозяйства Шлиссельбургского уезда, мызу Софиевка размером 97 гектаров в этом году приобрёл за 15 600 рублей прусский подданный Ф. Ф. Эбергард).

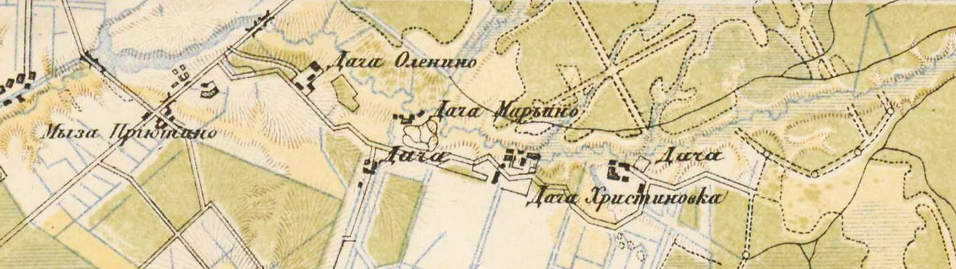
Мыза Приютино, мыза Елизаветино (Дача Оленино), мыза Марьино (Дача Марьино), мыза Васильевка (Дача), мыза Христиновка (Дача Христиновка), мыза Софиевка (Дача) на карте 1885 года

Указывается, что в 1889 году восемь гектаров поместья находились под усадебным парком, 44 гектара являлись пажитными, 41 гектар был занят лесом и ещё четыре гектара — водоёмами). В принадлежавшем ему доме на Конногвардейском бульваре В.-Г.-Ф. Эбергардт держал фирму по торговле железнодорожными атрибутами и углём, считался одним из крупнейших в Санкт-Петербурге поставщиков строительных принадлежностей. Справочник 1896 года указывал Софиевку как владельческую усадьбу вблизи станции Христиновка Ириновской железной дороги при реке Лубье, при которой находится один двор, где проживают пять мужчин и шесть женщин. Его вдова София-Иоганна-Генриетта или на русский манер София Андреевна владела поместьем до 1915 года.
В феврале 1915 года вышли так называемые «ликвидационные законы», касавшиеся изъятия земель немцев, подданных Германии. В июле 1915 года, дети Эбергардта (их было шестеро: Франц-Карл-Арнольд-Эмиль, Фридрих-Адольф, Мария-Анна-Иоанна, Маргарита-Катерина-Фредерика, Ольга-Елизавета и Виктория) отказалось от германского подданства и приняли российское, а его вдова продала мызу Софиевка своим дочерям: «97 десятин 400 кв. саженей… приобретено Марианной, Ольгой-Елизаветой и Екатериной Фердинандовнами Эбергардт, лютеранского вероисповедания, состоящих в Российском подданстве лишь с 10 июля 1915 года». Но это не помогло: «Сделка совершена в обход закона от 2 февраля 1915 года и должна быть признана недействительной», мыза была конфискована. Мурашова и Мыслина в книге «Дворянские усадьбы Санкт-Петербургской губернии. Всеволожский район», однако, настаивали, что вдова Эбергардта Софья Андреевна и их дети (Франц-Карл-Арнольд-Эмиль, Фридрих-Адольф, Мария-Анна-Иоанна и Маргарита-Катерина-Фредерика) владели поместьем до 1917 года.
Последнего владельца мызы Софиевка звали Гарольд Тревенен Галл (англ. Harold Trevenen Hall; 1884 — 02.02.1943).
Великобританский подданный, главный пайщик и директор-распорядитель Ильгецемской мануфактуры в Риге, являлся, в то же время, кадровым разведчиком — сотрудником МИ-6. В 1916 году, когда мызу Софиевка на основании ликвидационных законов конфисковали у наследников германского подданного Эбергардта, Гарольд Галл приобрёл её через Крестьянский банк и перевёз в неё из Риги свою семью, английскую прислугу и оборудование шерсто-прядильной фабрики с обслуживающими его латышскими рабочими. С 1917 года Г. Галл служил в Петрограде в британском посольстве. В апреле 1918 года всё движимое и недвижимое имущество мызы Софиевка, как и других мыз Рябовской волости, было национализировано, однако новая власть поначалу оставила для проживания бывшим владельцам их собственные усадебные дома.
Серьёзные изменения произошли только после раскрытия так называемого «заговора трёх послов». 31 августа 1918 года во время нападения чекистов на британское посольство в Петрограде Гарольд Галл в перестрелке уцелел, но вместе с другими сотрудниками посольства был арестован. 16 сентября 1918 года в обмен на освобождение временного полномочного представителя Советского правительства в Лондоне М. М. Литвинова, он и другие арестованные англичане были освобождены, после чего выехал в Стокгольм.
На мызе Софиевка были произведены два обыска, но семью Галла с прислугой не тронули. Согласно циркуляру Шлиссельбургского совдепа они освободили усадебный дом 10 октября 1918 года и выехали в Финляндию. 13 февраля 1919 года мыза Софиевка была передана Детской коммуне, которая располагалась в ней до начала 1920 года.
Конфискованная на мызе Софиевка динамо-машина, привезённая Г. Галлом из Риги вместе с оборудованием шерсто-прядильной фабрики, стала в 1920 году основой впервые устроенного в посёлке Всеволожский уличного электрического освещения.
После Октябрьской революции в усадьбе была создана сельскохозяйственная коммуна под названием «Софиевка». По данным на 15 июня 1918 года в Софиевке проживали 43 человека. Рабочие имения занимались молочным животноводством, выращивали турнепс и репу. Они организовали рабочий комитет, а позднее — сельхозартель «Софиевка». Согласно переписи населения 1926 года Софиевка числилась отдельным населённым пунктом — коммуной:

СОФИЕВКА — коммуна Всеволожского сельсовета Ленинской волости, 3 хозяйства, 21 душа некрестьянского населения.

Из них: русских — 1 хозяйство, 5 душ (4 м. п., 1 ж. п.); поляков — 1 хозяйство, 1 душа м. п.; коммуна 15 душ (5 м. п., 10 ж. п.).

В отличие от других усадеб, возникших впоследствии на земле мызы Приютино, в Софиевке долгое время сохранялся усадебный деревянный двухэтажный дом, стоявший на берегу реки Лубьи. В советское время в бывшей усадьбе располагался детский сад (ясли). Сейчас на месте усадьбы располагается парк, в котором отдыхают и занимаются спортом жители микрорайона Всеволожска Бернгардовка.

## Современное состояние
В списке ценных природных объектов, которые находятся под государственной охраной во Всеволожском районе (список утверждён Всеволожским городским Советом народных депутатов 8 апреля 1993 года), под № 25 значилась усадьба «Софиевка» (указывается на тот момент площадь 14 гектаров). Парк Софиевка был включён приказом комитета по культуре Ленинградской области от 23 июля 2015 года № 01-03/15-37 в единый государственный реестр объектов культурного наследия регионального значения в 2015 году под названием «Усадьба „Софиевка“ Г. Ф. Эбергардта — парк, XIX в.». Площадь парка в настоящее время — 12 гектар (по другим данным 11 гектар). До настоящего времени в парке сохранились посадки усадебного парка: лиственницы, липы, берёзы, декоративные кустарники — спиреи, розы, рябинник, ирги, акация, сирень.
| Границы современного парка Софиевка                                                                         | Границы современного парка Софиевка | Границы современного парка Софиевка                          |
| --- | ----------------------------------- | ------------------------------------------------------------ |
| Северо-запад: границы земельного отвода под ИЖС до границы земельного участка полосы отвода железной дороги | Север: река Лубья                   | Северо-восток: река Лубья, границы земельного отвода под ИЖС |
| Запад: улица Южная                                                                                          |                                     | Восток: Питомник                                             |
| Юго-запад: улица Окружная                                                                                   | Юг: улица Дружбы                    | Юго-восток: границы земельного отвода под ИЖС                |

В 2012 году была предпринята попытка создать проект реконструкции парка Софиевка по образцу дворянской усадьбы XIX века. Предполагалось установить по периметру парка ограду, а на входе в парк со стороны улицы Южной — стилизованную арку, отремонтировать пришедшую в упадок плотину, вдоль неё разместить металлическое ограждение, по парку должна была вести закольцованная дорожка, выложенная тротуарной плиткой, вдоль которой должны были быть установлены декоративные фонари. Было намечено построить мосты, спортивную площадку с искусственным покрытием, установить тренажёры, обустроить зоны для занятий волейболом, баскетболом, мини-футболом, теннисом, создать гимнастический городок (включающий турник, брусья, шведскую стенку), построить детскую площадку с игровым городком, качелями, каруселью и местами отдыха родителей. В центре парка предполагалось разместить экспозицию об истории парка.

## Галерея

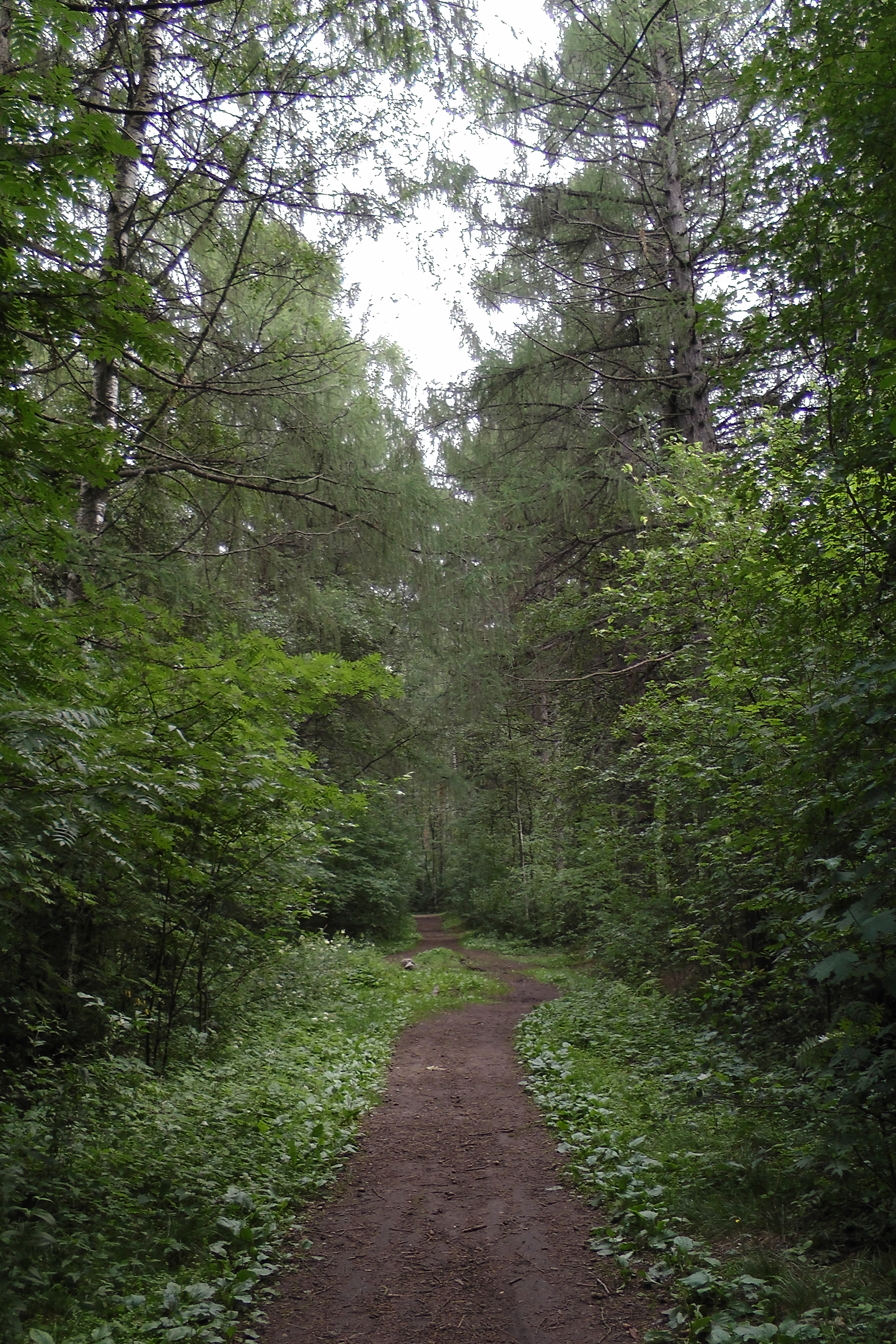
Лиственная аллея
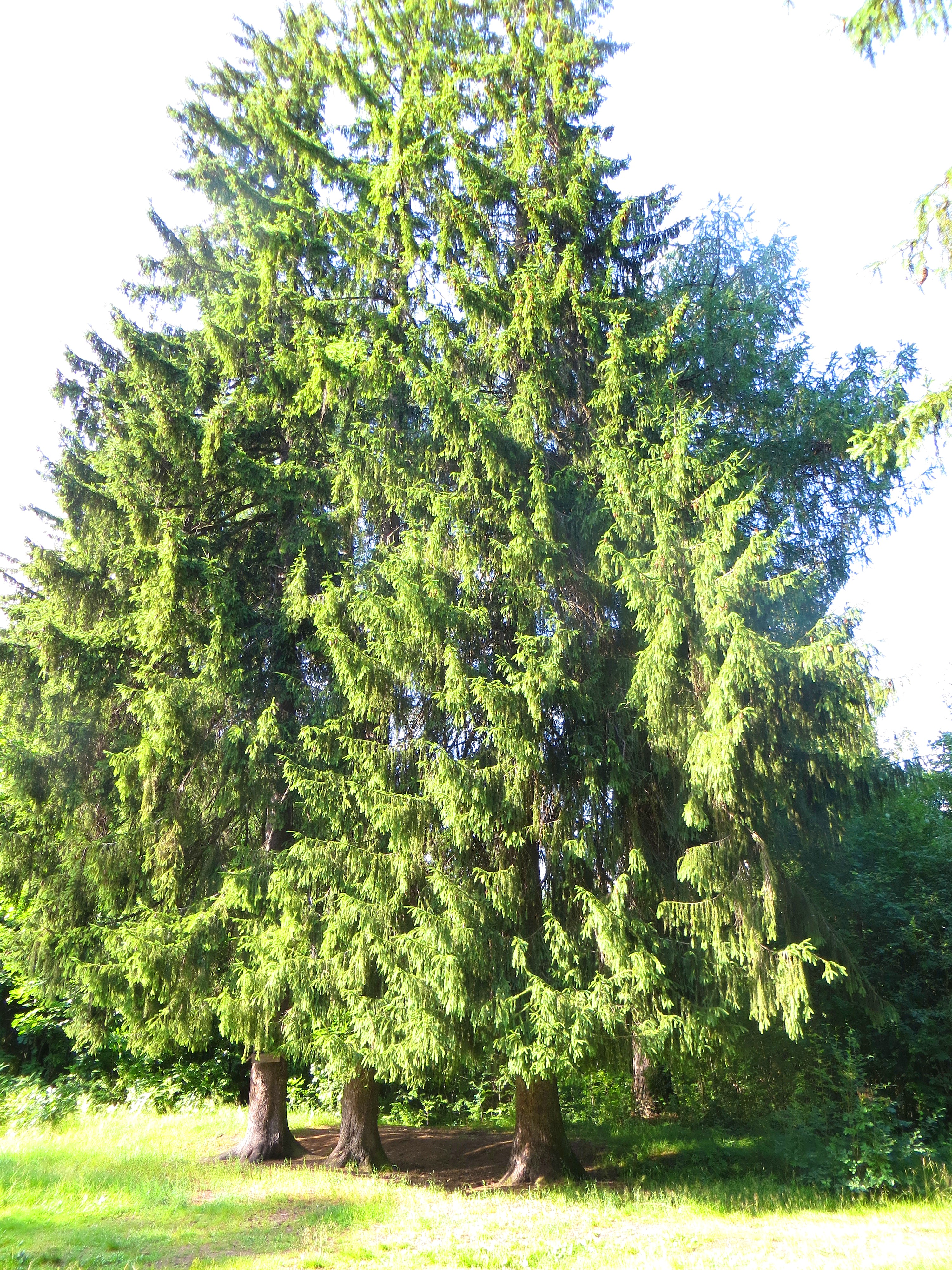
Старые ели
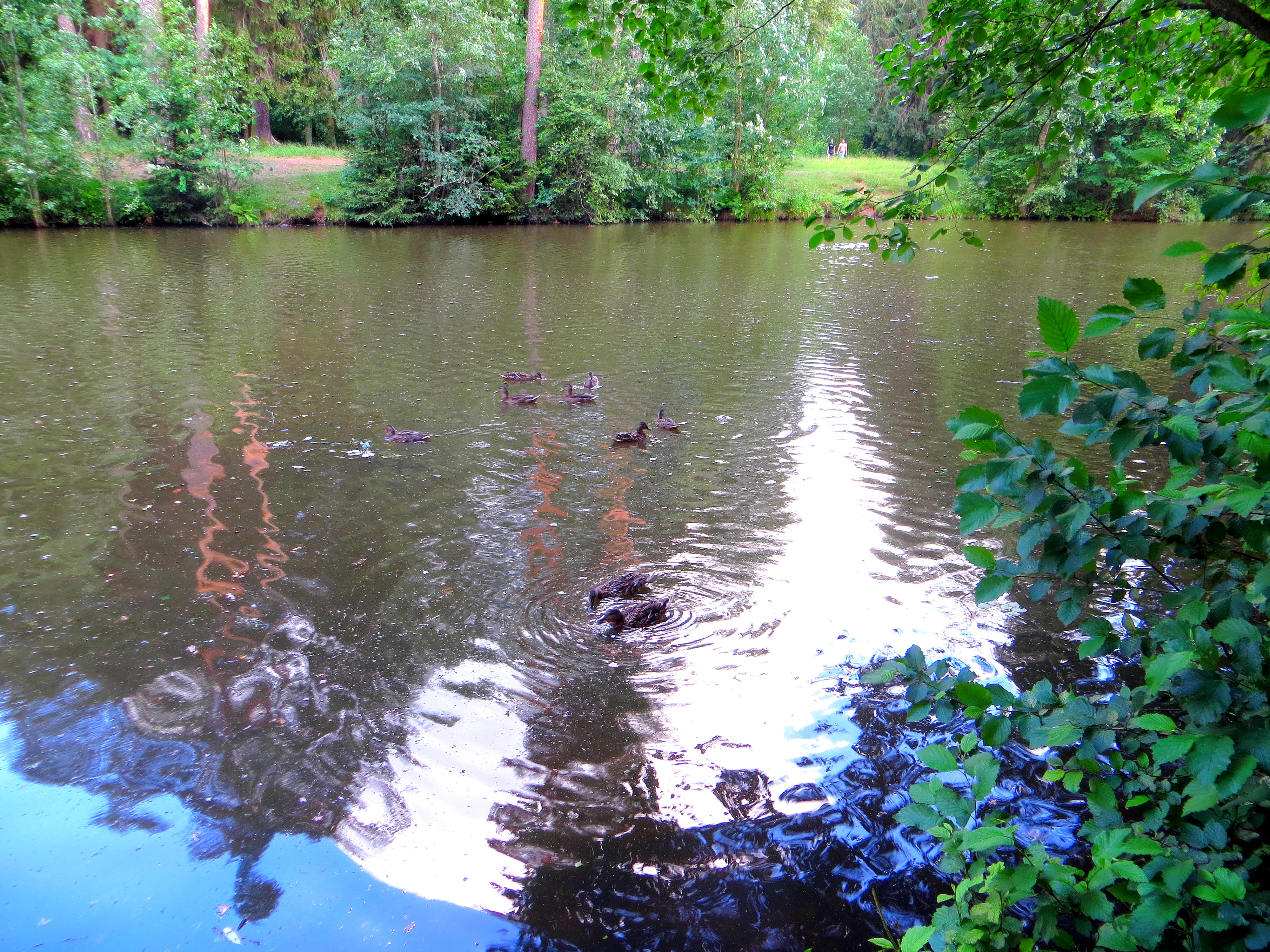
Утки в пруду
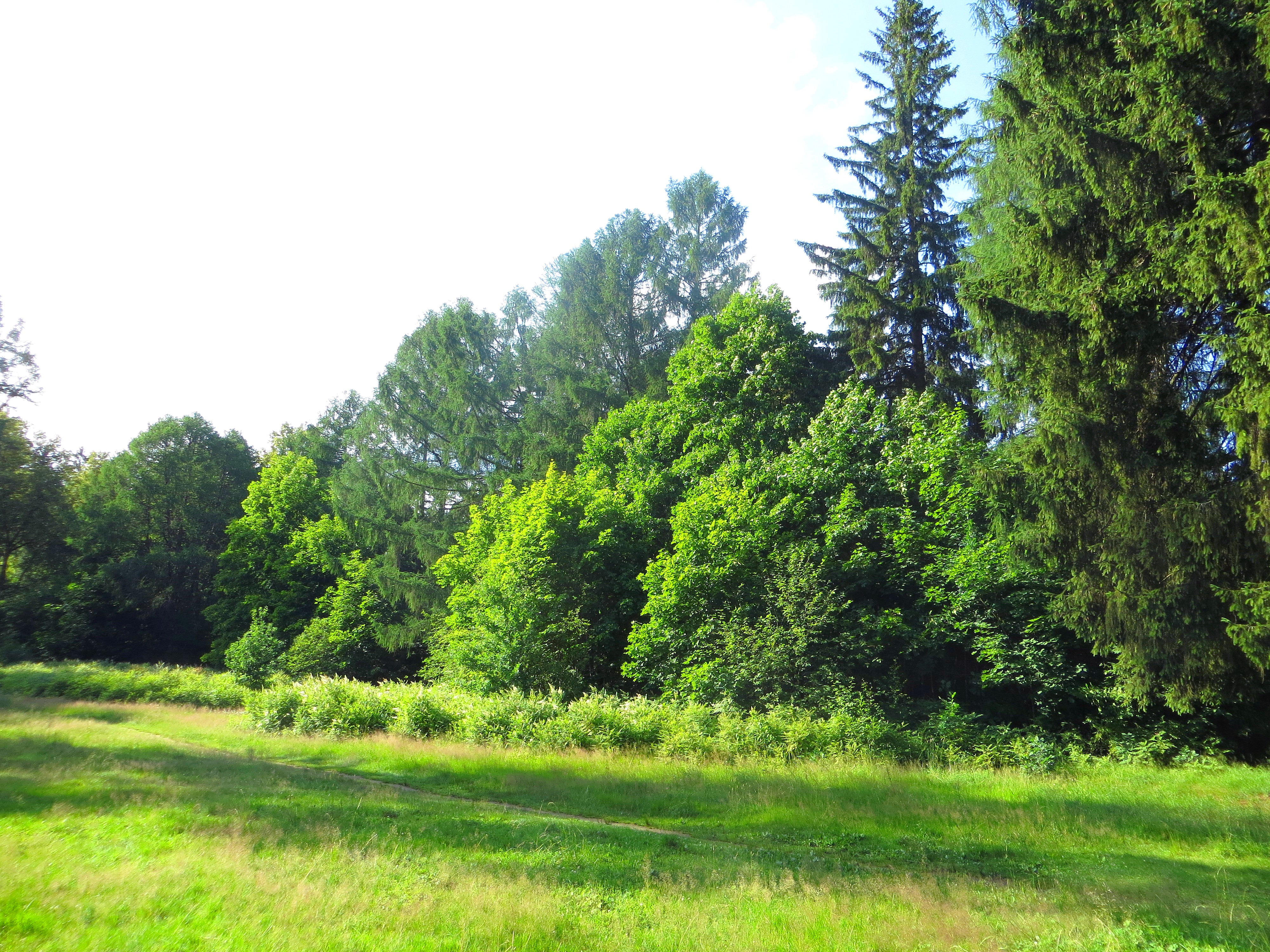
Поляна в парке
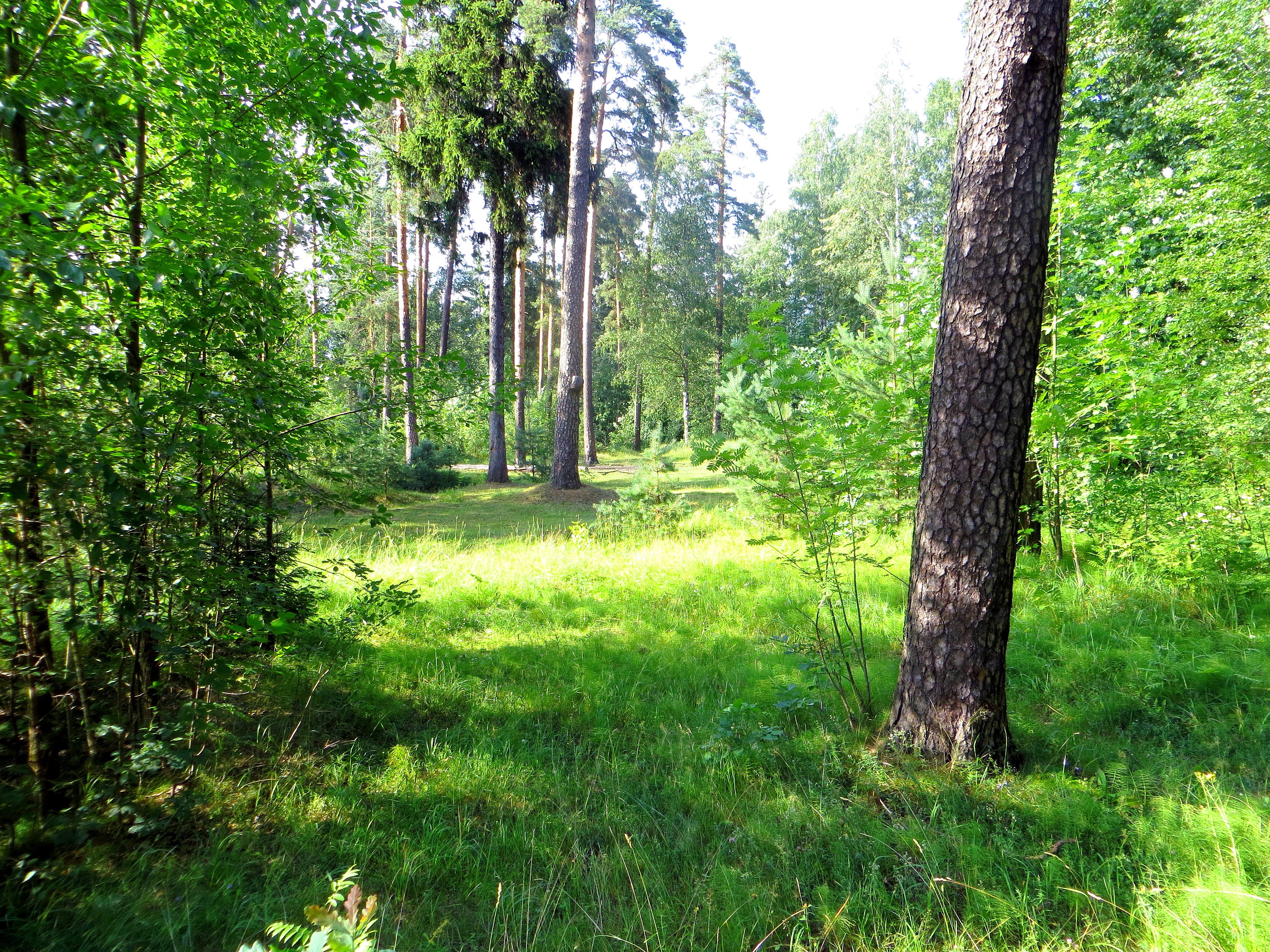
Парк Софиевка
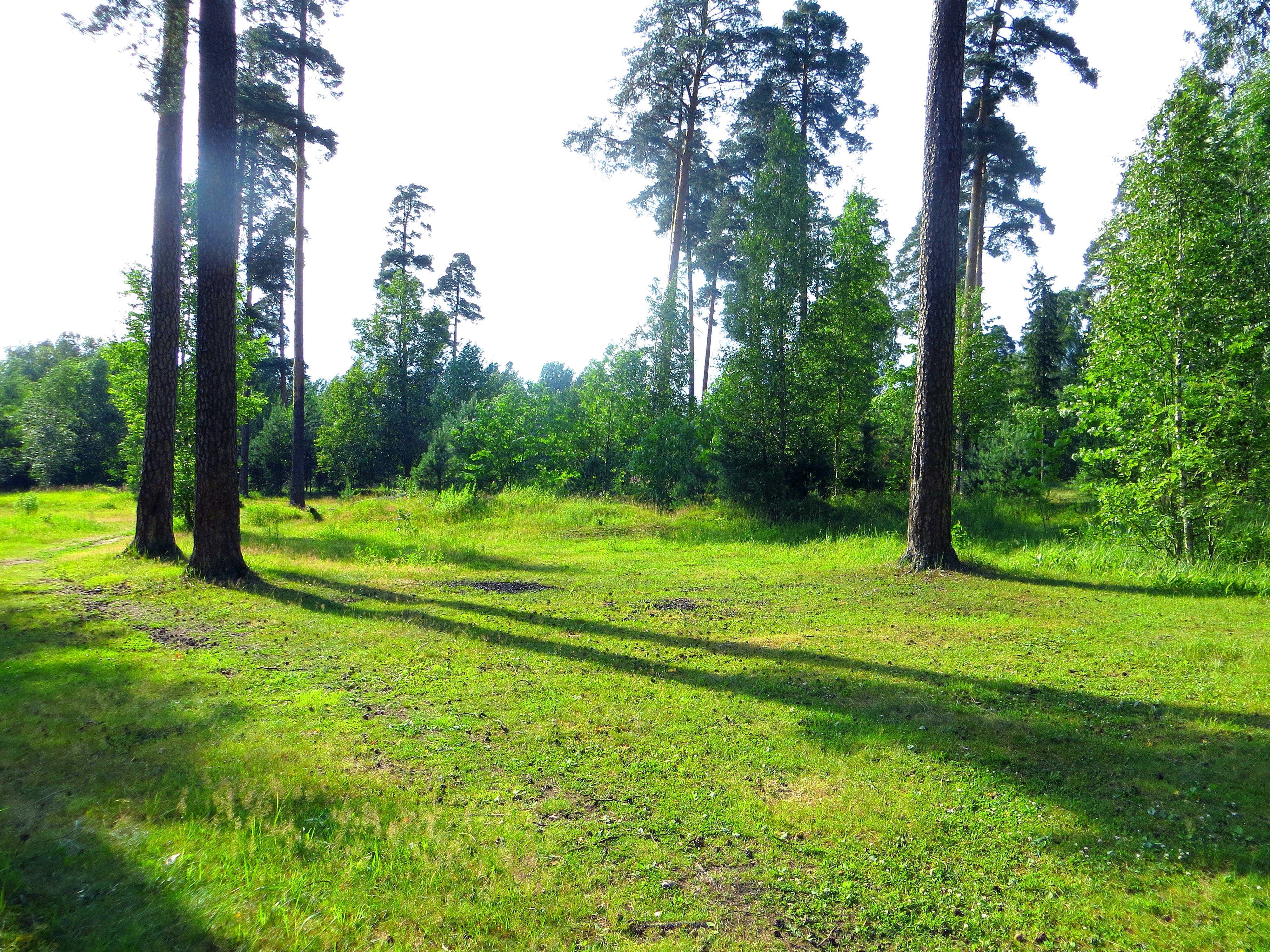
Сосны в парке